# Reddick (Floryda)
Reddick  – miasto w Stanach Zjednoczonych, w stanie Floryda, w hrabstwie Marion.